# Билли Чайлдиш
Билли Чайлдиш (при рождении Стивен Джон Хампер; род. 1 декабря 1959) — английский художник, писатель, поэт, фотограф, режиссёр, вокалист и гитарист.

## Биография
Билли Чайлдиш родился, живёт и работает в английском городе Чатем графства Кент. С его слов о его отце, Джоне Хампере, известно как о «социопатическом нарциссисте», а также, что на протяжении подростковых лет Билла отец был в заключении за контрабанду наркотиков.
В возрасте 9 лет он подвергался сексуальному насилию со стороны друга семьи
В 16 лет окончил школу. Имел невыявленную дислексию.
Получив отказ в местном художественном колледже, пошёл работать учеником каменщика на верфь Чатема. Следующие 6 месяцев стали единственным продолжительным периодом, когда он имел какую-либо обычную работу. За это время он написал около 600 картин в «чайных хижинах ада». Благодаря этим работам он в конце концов был принят в школу Святого Мартина в Лондоне, где учился рисовать вместе с другом Питером Дойгом. Однако это обучение было недолгим, и он был исключён в 1982 году.
После этого он жил около 15 лет на пособие по безработице.
В начале 1990-х практиковал йогу и медитации.

## Музыка
Записывал пластинки в жанрах панк рок, блюз, фолк, экспериментальные жанры, споукен ворд. В своём письме Чайлдишу, музыкант Ивор Катлер однажды отметил: «Ты, возможно, слишком острый и утонченный для массового рынка.» Среди музыкальных проектов Чайлдиша: TV21, позже известные, как Pop Rivets (1977—1980), где он играл вместе с Брюсом Брэндом, Ромасом Фурдом, Расселом Уилкинсом и Расселом Лэксом. Позже основал группы Thee Milkshakes (1980—1984) вместе с Микки Хэмпширом, Thee Mighty Caesars (1985—1989), The Del Monas, позже — Thee Headcoats (1989—1999). В 2000 собрал группу Wild Billy Childish & The Friends of the Buff Medways Fanciers Association (2000—2006), названную в честь куриной породы его родного города. The Buffs, как их называли для краткости, распались в 2006, и родился новый проект — Wild Billy Childish & the Musicians of the British Empire. В начале 2007 года Билли собрал проект The Vermin Poets с бывшим вокалистом и гитаристом группы Fire Dept Нилом Палмером и гитаристкой и вокалисткой группы A-Lines Джули Хэмпер, его женой.
С начала 1990-х Thee Headcoats выступали ежемесячно в зале Дикого Запада таверны Святого Джона на севере Лондона, в 1996 переехали в Dirty Water Club.
Чайлдиша не раз так или иначе упоминали более популярные коллеги по цеху, такие как Курт Кобейн, Грэм Коксон, The White Stripes (Джек Уайт выступал на передаче Top of the Pops с именем Билли, написанным на руке) и даже Кайли Миноуг, которая назвала свой долгоиграющий альбом «Impossible Princess» в честь книги Билли Чайлдиша «Poems to Break the Harts of Impossible Princesses» (sic).
11 сентября 2009 лейбл Damaged Goods Records (под которым Чайлдиш записывался в то время) выпустил сообщение о том, что жена Чайлдиша, Джули (также известная, как медсестра Джули, басистка MBE) беременна. Поводом к размещению сообщения стало то, что «в результате, MBE уходят в отпуск, а the Buff Medways продолжают выступать с изначальным басистом Джонни Баркром и барабанщиком Вольфом Ховардом».

## Поэзия
Как конфессиональный поэт, Чайлдиш написал более 40 стихотворений. В 1979 Чайлдиш стал членом-учредителем группы The Medway Poets исполнителей поэзии, которая читала стихи на Кентском Литературном Фестивале и на Международном фестивале поэзии в Кембридже 1981 года. Творческие отношения внутри группы складывались сложные. О деятельности группы был снят документальный фильм.
Дважды Чалдиш номинировался на национальную поэтическую премию.

## Живопись
Является основателем движения Стакизм, выступающего за возвращение к фигуративной живописи. В 1999 году он написал так называемый «Манифест стакизма». В 2000 году в рамках этого проекта он основал собственное художественное течение — ремодернизм и выпустил эссе «Ремодернизм».
Несмотря на отсутствие ряда необходимых формальных квалификаций художника, пытался поступить в художественные школы на основании представленных работ. Первая попытка была им предпринята в 1977 году в Medway College of Design (ныне en:University for the Creative Arts), но в итоге он попал на художественное отделение школы Св. Мартина в 1978, где проучился всего месяц. В 1980 году он был снова принят в школу Св. Мартина, а в 1982 году его выгнали за отказ рисовать в стенах школы и прочие нарушения правил.
В художественной школе он подружился с Питером Дойгом и разделил с ним увлечение творчеством Эдварда Мунка, Ван Гога и блюзом. Позже Питер помог Билли в организации шоу в Лондоне в Cubit Street Gallery.
Несмотря на то, что в раннем периоде творчества он был знаком со многими художниками, известными в дальнейшем как «Молодые британские художники», он решительно утверждал свой независимый статус и дистанционировался от них.
В 1980-х оказал влияние на художницу Эмин Трейси, в то время — студенткой Medway College of Design. Его влияние отмечается также на её более позднее творчество.
Выставочная активность Чайлдиша росла, и в 2000 году его работы были представлены на пятой выставке British Art Show среди 50 художников.
В 2010 году прошла персональная выставка живописи, поэзии и музыки Чайлдиша в Институте Современного Искусства в Лондоне, одновременно с показом части его картин в Галерее en:White Columns в Нью-Йорке.
В октябре 2012 года Бен Мур представил работы Чайлдиша на выставке Below Art на станции метро Риджентс-парк, в рамках фестиваля и ярмарки Frieze Art Fair.
К настоящему времени работы Чайлдиша представлены в галереях Берлина, Нью-Йорка, Лондона.

## Концептуальное искусство
В молодости Чайлдиш испытал влияние дадаизма и, в особенности, Курта Швиттерса. Он вытатуировал стихотворение Курта Швиттерса на левой ягодице и в 1980 году вместе с режиссёром Eugean Doyan[уточнить] снял короткометражный фильм «Человек с Колесами» (The Man with Wheels) о жизни поэта.

## Иная деятельность
Приглашённый лектор в Рочестерском Независимом Колледже.
Помимо собственно творческой деятельности, Билли Чайлдиш создал издательские лейблы Hangman Books, Hangman Films и Hangman Records.
В 2002, вместе с Уолфом Говардом, Саймоном Уильямсом[уточнить] и Джули Хэмпер, сформировал группу «Чатем Супер 8 Кино». Съёмки велись на подержанную камеру Уолфа, купленную на местном блошином рынке. В 2004 группа опубликовала 30-минутный документальный фильм Brass Monkey, о марше, предпринятом в униформе Первой мировой войны к празднованию 90-й годовщины сражения при Монсе 23-24 августа 1914 года как реконструкция отступления частей британской армии.
В 2008 создал «не организацию» Британское Сопротивление Искусства (The British Art Resistance) и провёл выставку под заголовком «Hero of The British Art Resistance» в галерее Aquarium L-13 в Лондоне. Представлена была большая коллекция картин, книг, отчетов, памфлетов, стихов, копий кинофильма, писем, фильма, фотографий, сделанных в 2008 году.

## Критика, оценки
Является последовательным защитником дилетантизма и свободного эмоционального выражения.

## Награды
- В июле 2014 был награжден степенью почетного Доктора Искусств Кентского университета.[11]